# Championnats d'Europe de karaté 2023
Navigation
Édition précédente Édition suivante
Les Championnats d'Europe de karaté 2023, cinquante-huitième édition des Championnats d'Europe de karaté, ont lieu du 22 au 26 mars 2023 au Palacio Multiusos de Guadalajara en Espagne.

## Podiums

### Hommes
| Épreuve           | Or | Argent | Bronze |
| ----------------- | --- | --- | --- |
| Kata              | Damián Quintero (ESP) | Mattia Busato (ITA)                                                                                       | Kutluhan Duran (TUR)                                                                                                   |
| Kata              | Damián Quintero (ESP) | Mattia Busato (ITA)                                                                                       | Yuki Ujihara (SUI) |
| Kata par équipe   | Turquie Emre Vefa Göktaş (en) Furkan Kaynar Enes Özdemir (en) Ali Sofuoğlu                                                                              | Espagne Sergio Galán Óscar García Alejandro Manzana Raúl Martín                                           | Monténégro Arijan Kočan Vladimir Mijač Nikola Milić Kenan Nikočević                                                    |
| Kata par équipe   | Turquie Emre Vefa Göktaş (en) Furkan Kaynar Enes Özdemir (en) Ali Sofuoğlu                                                                              | Espagne Sergio Galán Óscar García Alejandro Manzana Raúl Martín                                           | Italie Mattia Busato Gianluca Gallo Alessandro Iodice                                                                  |
| Kumite −60 kg     | Angelo Crescenzo (en) (ITA) | Christos-Stefanos Xenos (GRE)                                                                             | Eray Şamdan (TUR) |
| Kumite −60 kg     | Angelo Crescenzo (en) (ITA) | Christos-Stefanos Xenos (GRE)                                                                             | Florian Haas (GER) |
| Kumite −67 kg     | Steven Da Costa (FRA) | Dionysios Xenos (en) (GRE)                                                                                | Burak Uygur (en) (TUR)                                                                                                 |
| Kumite −67 kg     | Steven Da Costa (FRA) | Dionysios Xenos (en) (GRE)                                                                                | Tural Aghalarzade (en) (AZE)                                                                                           |
| Kumite −75 kg     | Andrii Zaplitnyi (en) (UKR) | Erman Eltemur (TUR)                                                                                       | Farid Aghayev (AZE) |
| Kumite −75 kg     | Andrii Zaplitnyi (en) (UKR) | Erman Eltemur (TUR)                                                                                       | Quentin Mahauden (BEL)                                                                                                 |
| Kumite −84 kg     | Michele Martina (en) (ITA) | Enes Garibović (CRO)                                                                                      | Konstantinos Mastrogiannis (GRE)                                                                                       |
| Kumite −84 kg     | Michele Martina (en) (ITA) | Enes Garibović (CRO)                                                                                      | Brian Timmermans (NED)                                                                                                 |
| Kumite +84 kg     | Mehdi Filali (FRA) | Georgios Tzanos (GRE)                                                                                     | Babacar Seck (en) (ESP)                                                                                                |
| Kumite +84 kg     | Mehdi Filali (FRA) | Georgios Tzanos (GRE)                                                                                     | Anđelo Kvesić (en) (CRO)                                                                                               |
| Kumite par équipe | Ukraine Valerii Chobotar (en) Stanislav Horuna Valerii Sonnykh Ryzvan Talibov (en) Andriy Toroshanko (en) Kostiantyn Tsymbal (en) Andrii Zaplitnyi (en) | France Enzo Berthon Kilian Cizo Jessie Da Costa Steven Da Costa Mehdi Filali Thanh-Liêm Lê Younesse Salmi | Croatie Jakov Bunjevac Enes Garibović Anđelo Kvesić (en) Ivan Kvesić (en) Ivan Martinac Ante Mrvičić Zvonimir Živković |
| Kumite par équipe | Ukraine Valerii Chobotar (en) Stanislav Horuna Valerii Sonnykh Ryzvan Talibov (en) Andriy Toroshanko (en) Kostiantyn Tsymbal (en) Andrii Zaplitnyi (en) | France Enzo Berthon Kilian Cizo Jessie Da Costa Steven Da Costa Mehdi Filali Thanh-Liêm Lê Younesse Salmi | Turquie Eren Akkurt Uğur Aktaş Ömer Faruk Arslan Enes Bulut Ömer Abdurrahim Özer Fatih Şen Ömer Faruk Yürür            |

### Femmes
| Épreuve           | Or                                                                 | Argent                                                                | Bronze                                                                         |
| ----------------- | ------------------------------------------------------------------ | --------------------------------------------------------------------- | ------------------------------------------------------------------------------ |
| Kata              | Paola García Lozano (es) (ESP)                                     | Helvétia Taily (FRA)                                                  | Terryana D'Onofrio (en) (ITA)                                                  |
| Kata              | Paola García Lozano (es) (ESP)                                     | Helvétia Taily (FRA)                                                  | Dilara Bozan (en) (TUR)                                                        |
| Kata par équipe   | Italie Carola Casale (en) Terryana D'Onofrio (en) Noemi Nicosanti  | Espagne María Espinosa López (es) Lidia Rodríguez Raquel Roy          | France Maï-Linh Bui Romane Leitao Helvétia Taily                               |
| Kata par équipe   | Italie Carola Casale (en) Terryana D'Onofrio (en) Noemi Nicosanti  | Espagne María Espinosa López (es) Lidia Rodríguez Raquel Roy          | Turquie Şule Azra Akbulut Zehra Kaya Damla Pelit Damla Su Türemen              |
| Kumite −50 kg     | Shara Hubrich (en) (GER)                                           | Serap Özçelik (TUR)                                                   | Erminia Perfetto (ITA)                                                         |
| Kumite −50 kg     | Shara Hubrich (en) (GER)                                           | Serap Özçelik (TUR)                                                   | Nadia Gómez Morales (es) (ESP)                                                 |
| Kumite −55 kg     | Anzhelika Terliuga (UKR)                                           | Veronica Brunori (en) (ITA)                                           | Tuba Yakan (TUR)                                                               |
| Kumite −55 kg     | Anzhelika Terliuga (UKR)                                           | Veronica Brunori (en) (ITA)                                           | Gizem Bugur (GER)                                                              |
| Kumite −61 kg     | Reem Khamis (GER)                                                  | Anita Serogina (UKR)                                                  | Anna-Johanna Nilsson (SWE)                                                     |
| Kumite −61 kg     | Reem Khamis (GER)                                                  | Anita Serogina (UKR)                                                  | Konstantina Chrysopoulou (GRE)                                                 |
| Kumite −68 kg     | Elena Quirici (SUI)                                                | Irina Zaretska (AZE)                                                  | Silvia Semeraro (en) (ITA)                                                     |
| Kumite −68 kg     | Elena Quirici (SUI)                                                | Irina Zaretska (AZE)                                                  | María Nieto Mejías (es) (ESP)                                                  |
| Kumite +68 kg     | Johanna Kneer (GER)                                                | Farida Abiyeva (AZE)                                                  | Nancy Garcia (FRA)                                                             |
| Kumite +68 kg     | Johanna Kneer (GER)                                                | Farida Abiyeva (AZE)                                                  | Clio Ferracuti (ITA)                                                           |
| Kumite par équipe | Allemagne Gizem Bugur Reem Khamis Johanna Kneer Madeleine Schröter | Croatie Sadea Bećirović Lucija Lesjak (en) Lea Vukoja Mia Greta Zorko | Italie Pamela Bodei Clio Ferracuti Alessandra Mangiacapra Silvia Semeraro (en) |
| Kumite par équipe | Allemagne Gizem Bugur Reem Khamis Johanna Kneer Madeleine Schröter | Croatie Sadea Bećirović Lucija Lesjak (en) Lea Vukoja Mia Greta Zorko | France Alizée Agier Léa Avazeri Thalya Sombe Jennifer Zameto                   |

## Tableau des médailles
- Pays organisateur ( Espagne)

| Rang  | Nation      | Or | Argent | Bronze | Total |
| ----- | ----------- | -- | ------ | ------ | ----- |
| 1     | Allemagne   | 4  | 0      | 2      | 6     |
| 2     | Italie      | 3  | 2      | 6      | 11    |
| 3     | Ukraine     | 3  | 1      | 0      | 4     |
| 4     | Espagne     | 2  | 2      | 3      | 7     |
| 4     | France      | 2  | 2      | 3      | 7     |
| 6     | Turquie     | 1  | 2      | 7      | 10    |
| 7     | Suisse      | 1  | 0      | 1      | 2     |
| 8     | Grèce       | 0  | 3      | 2      | 5     |
| 9     | Azerbaïdjan | 0  | 2      | 2      | 4     |
| 9     | Croatie     | 0  | 2      | 2      | 4     |
| 11    | Belgique    | 0  | 0      | 1      | 1     |
| 11    | Monténégro  | 0  | 0      | 1      | 1     |
| 11    | Pays-Bas    | 0  | 0      | 1      | 1     |
| 11    | Suède       | 0  | 0      | 1      | 1     |
| Total | Total       | 16 | 16     | 32     | 64    |